# Garden View
Garden View és una concentració de població designada pel cens dels Estats Units a l'estat de Pennsilvània. Segons el cens del 2000 tenia 2.679 habitants.

## Demografia
Segons el cens del 2000, Garden View tenia 2.679 habitants, 1.207 habitatges, i 738 famílies. La densitat de població era de 1.004,2 habitants per quilòmetre quadrat.
Dels 1.207 habitatges en un 22,7% hi vivien nens de menys de 18 anys, en un 49,5% hi vivien parelles casades, en un 8,4% dones solteres, i en un 38,8% no eren unitats familiars. En el 33,2% dels habitatges hi vivien persones soles el 13,8% de les quals corresponia a persones de 65 anys o més que vivien soles. El nombre mitjà de persones vivint en cada habitatge era de 2,21 i el nombre mitjà de persones que vivien en cada família era de 2,81.
Per edats la població es repartia de la següent manera: un 20% tenia menys de 18 anys, un 8,1% entre 18 i 24, un 26,6% entre 25 i 44, un 25,4% de 45 a 60 i un 20% 65 anys o més.
L'edat mediana era de 42 anys. Per cada 100 dones de 18 o més anys hi havia 92,8 homes.
La renda mediana per habitatge era de 36.118 $ i la renda mediana per família de 42.383 $. Els homes tenien una renda mediana de 37.162 $ mentre que les dones 21.982 $. La renda per capita de la població era de 17.945 $. Entorn de l'11,9% de les famílies i el 13% de la població estaven per davall del llindar de pobresa.

## Poblacions més properes
El següent diagrama mostra les poblacions més properes.